# 吴及
吴及（？—？），静海（今江苏南通）人，宋朝政治人物。
吴及曾于1052年接替章拱之任华亭县知县一职，1054年由杨慥接任。

## 延伸阅读
[在维基数据编辑]
 《宋史/卷302》，出自脱脱《宋史》